# Provinz El Collao
Die Provinz El Collao gehört zur Verwaltungsregion Puno und liegt im Süden von Peru. Sie besitzt eine Fläche von 5601 km². Bei der Volkszählung 2017 wurden in der Provinz 63.878 Einwohner gezählt. Im Jahr 1993 lag die Einwohnerzahl bei 75.456, im Jahr 2007 bei 81.059. Verwaltungssitz ist Ilave.

## Geographische Lage
Die Provinz El Collao liegt im Südwesten der Region Puno, am Südufer des Titicacasees und erstreckt sich über das aride Andenhochland südlich des Sees. Im Süden reicht die Provinz bis an die peruanische Westkordillere. Dort erhebt sich der 5568 m hohe Berg Larjanco. Der 4433 m hoch gelegene See Laguna Vilacota liegt an der südlichen Provinzgrenze. Der Río Mauri bildet dessen Abfluss und fließt in östlicher Richtung entlang der Provinzgrenze nach Bolivien. Die maximale Längsausdehnung in Nord-Süd-Richtung beträgt etwa 147 km. 
Im Osten grenzt die Provinz El Collao an die Provinz Chucuito, im Südosten verläuft die Staatsgrenze zu Bolivien. Im Südwesten grenzt die Provinz El Collao an die Regionen Tacna und Moquegua sowie im Nordwesten an die Provinz Puno.

## Verwaltungsgliederung
Die Provinz El Collao besteht aus den folgenden fünf Distrikten. Der Distrikt Ilave ist Sitz der Provinzverwaltung.
| Distrikt   | Verwaltungssitz |
| ---------- | --------------- |
| Capaso     | Capaso          |
| Conduriri  | Conduriri       |
| Ilave      | Ilave           |
| Pilcuyo    | Pilcuyo         |
| Santa Rosa | Mazo Cruz       |

## Geschichte
Am 26. April 2004 zerrten Aymara-Demonstranten, die dem Bürgermeister der Provinz, Cirilo Fernando Robles Callomamani, selbst ein Aymara, die Unterschlagung öffentlicher Gelder, die Nichterfüllung von Wahlversprechen und die Nichtfertigstellung der Straße von Ilave nach Mazo Cruz vorwarfen, ihn aus seinem Wohnhaus, folterten ihn und lynchten ihn auf dem Hauptplatz von Ilave. Das Verbrechen wurde gefilmt, alle peruanischen Fernsehsender zeigten die Bilder, die landesweit Entsetzen auslösten und eine breite Diskussion über Selbstjustiz. Bei seiner Beisetzung bezeichneten die anwesenden Bürgermeister der Region Puno Cirilo Robles als „Märtyrer der Demokratie“. Aymara-Aktivisten hielten dagegen: Die Hinrichtung sei keineswegs die Tat eines erhitzten Mobs gewesen, sondern „eine Volksentscheidung, um eine korrupte, räuberische Obrigkeit, die die Harmonie der Aymara-Gesellschaft zerstört, an der Wurzel auszureißen“ („la decisión de un pueblo que sólo buscó erradicar de raíz a una autoridad corrupta, ladrona, que rompió con la armonía de la sociedad aymara“). – Die nach seinem Tod eingeleitete Prüfung durch den Obersten Rechnungshof (Contraloría General de la República del Perú) ergab, dass Cirilo Robles keinerlei Gelder unterschlagen hatte.